# Forrás könyvsorozat
A Forrás könyvsorozat elsőkötetes költők, próza- és drámaírók, esszéírók és riporterek (kivételesen egy fiatal művész) bemutatkozását szolgáló könyvsorozat az Irodalmi Könyvkiadó (1961-69), majd 1970-től a Kriterion gondozásában. A Forrás emblémával (Bardócz Lajos készítette) s a borítón rajzzal megjelenő kötetekben a szerzőt eleinte egy-egy idősebb írótársa ajánlotta az olvasók figyelmébe; 1971-től a Forrás-kötetek az ifj. Cseh Gusztáv tervezte új, modernebb grafikájú borítólappal, az ajánlás helyett szerzői vallomással kezdődtek. Számuk 1979-re már meghaladta a nyolcvanat, s szerzőik a sorozatról elnevezve mint első, második és harmadik Forrás-nemzedék léptek be a romániai magyar irodalomba. A sorozat egyetlen grafikai kiadványa Molnár Dénes karikatúráiból közölt válogatást (1977).
A Szatmári Hírlap időszakosan megjelenő melléklete is a Forrás címet viselte.